# Turbidit

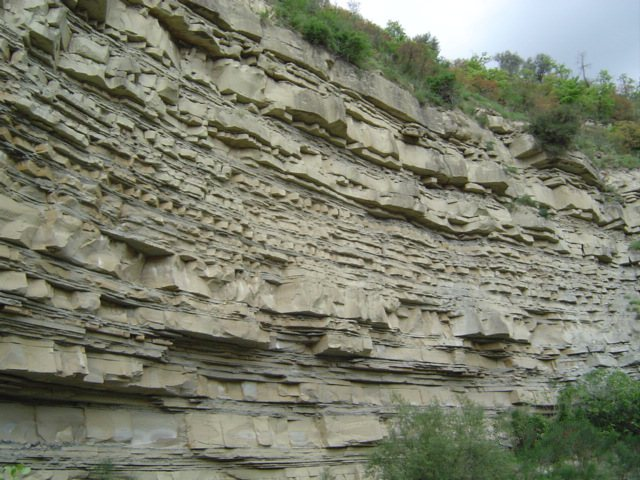
Miozäne Turbiditabfolge in Süditalien

Turbidit ist eine in der Geologie gebräuchliche Bezeichnung für ein Sedimentgestein, das auf einen Trübe- oder Suspensionsstrom (englisch „turbidity current“) zurückgeht, d. h. auf einen lawinenartigen Transport- und Ablagerungsvorgang im Meer oder in einem See. In aller Regel treten Turbidite nicht einzeln auf, sondern in oft mehrere 100 Meter mächtigen Schichtpaketen, die überwiegend aus Feinsandstein und Tonstein bestehen.
Namensgebend ist die Turbulenz der das Ausgangsmaterial des Turbidits transportierenden Flüssigkeit. 
Andere Sedimentgesteine entstehen beim turbulenten Fließen anderer Medien, so zum Beispiel die Ablagerungen von Lawinen, Laharen und pyroklastischen Strömen. 
Von den (turbulenten) Suspensionsströmen als Ablagerungsmechanismus der Turbidite sind auch andere geologische Massenbewegungen wie Schlammstrom, Rutschung, Schuttstrom, grain flow oder Laminiten abzugrenzen.
Die Bedeutung der Turbidite und ihre Rolle in der Bildung von Tiefseesedimenten wird erst seit dem Beginn der Turbiditforschung ab etwa 1960 verstanden. Vorher war das Auftreten von scheinbar im Flachmeer entstandenen Gesteinsfolgen und Flachmeerfossilien inmitten von nachweislich in der Tiefsee entstandenen Ablagerungen ein ungeklärtes Phänomen in der Geologie.

## Entstehung
Ein Turbidit wird durch Suspensionsströme abgelagert. Diese bilden sich aus Ablagerungen über untermeerischen Steilhängen, beispielsweise an Kontinentalabhängen, die durch starke Wassersättigung, Strömungen oder Erschütterungen etwa durch Erdbeben instabil werden und abrutschen.
Durch die Rutschung und die dabei entstehenden Turbulenzen kann das ursprünglich mehr oder weniger fest zusammenhängende Ausgangsmaterial in seine Einzelbestandteile (Körner und Partikel) zerlegt und in der Schwebe (Suspension) gehalten werden, so dass es mit dem am Meeresboden fließenden Wasser weite Strecken zurücklegen kann, teilweise über mehrere 100 Kilometer.
Wegen der zu Beginn des Fließens meist abtragenden Wirkung eines Suspensionsstromes haben sich, insbesondere vor Flussdeltas, untermeerische Canyons tief in den Kontinentalhang eingeschnitten. Am Ausgang der Canyons breitet sich der Strom auf dem Meeresboden je nach Fließenergie zunächst linear konzentriert aus, um sich am Ende der Fließstrecke zungenförmig auszubreiten.
Während des Fließens werden die schwebenden Bestandteile nach ihrem jeweiligen Auftrieb im Suspensionsstrom sortiert, zerbrechliche Komponenten wie Muschelschalen werden dabei kaum zerbrochen, große Fremdbestandteile erfahren einen beträchtlichen Auftrieb, der im Wesentlichen von ihrer Fläche abhängt.
Beginnt das turbulente Fließen schließlich zu erlahmen, setzen sich die schwebenden Bestandteile ab.

## Gesteinsausbildung
Ein typischer Turbidit bildet im Aufschluss eine wenige Dezimeter bis wenige Meter mächtige Gesteinsbank. Kennzeichnend ist eine gradierte Schichtung innerhalb dieser Bank, die mit einem breiten Spektrum von Korngrößen (geringe Kornsortierung) einhergeht. Die Basisfläche der Bank ist immer sehr scharf von der darunter liegenden Schicht abgegrenzt und oft weitspannig gewellt. Unmittelbar oberhalb ihrer Basisfläche besteht die Bank aus dem gröbsten vertretenen Material und repräsentiert z. B. ein Konglomerat oder einen Grobsandstein. Nach oben hin nimmt die Korngröße ab, und die Bank geht in einen Feinsand- oder Siltstein über. Diese Gradierung ist manchmal erst am Gesteins-Dünnschliff unter dem Mikroskop zu erkennen.
Als oberste Lage eines vollständig ausgebildeten Turbidits ist meist eine mehr oder weniger mächtige Lage aus sehr feinkörnigem Material (z. B. Tonstein) ausgebildet, in der Spuren von bodenlebenden Meeresbewohnern erhalten sein können. Dieses Material repräsentiert die feinen Schwebeteilchen, die sich ganz allmählich während des Zeitraumes zwischen zwei Suspensionsstromereignissen am Meeresboden abgesetzt haben. Man spricht hierbei auch vom Hintergrundsediment, weil diese Sedimentation permanent („im Hintergrund“) im Ablagerungsraum ablief. Turbidite treten in den meisten Fällen nicht einzeln auf, sondern als Teil von ganzen Turbiditserien, die viele hunderte Meter mächtig sein können.

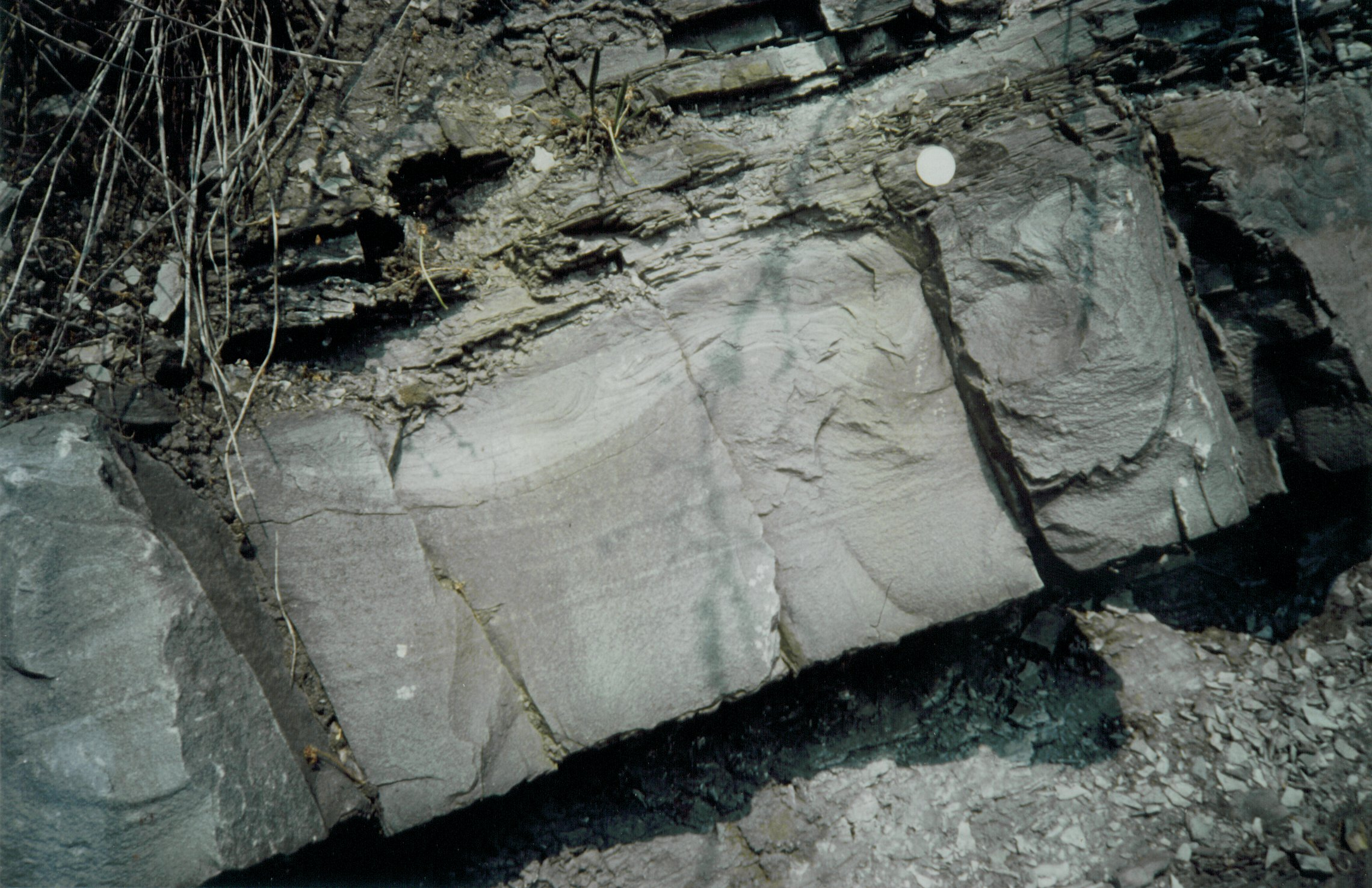
Vollständige Bouma-Sequenz in devonischem Sandstein (Becke-Oese, Rheinisches Schiefergebirge)

Die charakteristische Abfolge von grobem Korn an der Basis zu feinkörnigem Sediment im oberen Teil eines Turbidits wird in fünf Abschnitte unterteilt und nach dem Wissenschaftler Arnold H. Bouma als Bouma-Sequenz bezeichnet. Unterschieden werden die von unten nach oben mit Buchstaben bezeichneten fünf typischen Abschnitte einer Turbiditschicht:
- E: pelagische Lage, oft mit Spurenfossilien (Ichnofauna)
- D: obere horizontal geschichtete Lage (Silt, Ton)
- C: Lage mit Strömungsrippeln, oft Auftreten von convolute bedding (Feinsand, Silt)
- B: untere horizontal geschichtete Lage (Sand, Feinsand)
- A: gradierte Lage, mit dem gröbsten Korn an der Basis (Geröll, Kies, Sand).

Untergeordnet treten in Turbiditen weitere charakteristische Merkmale auf, die auf die Art der Entstehung zurückgehen. Häufig ist die Basis der Gesteinsbank mit den Negativformen von Abdrücken in der unterlagernden Gesteinsschicht übersät, die auf hüpfende, rollende und schleifende Bewegung von größeren Bestandteilen des Suspensionsstroms zurückgehen. Diese Hüpf-, Schleif- und Rollmarken werden im deutschsprachigen Raum oft mit ihren englischen Bezeichnungen verwendet („bounce mark“, „drag mark“, „roll mark“). Neben diesen Abdrücken sind an der Basis eines Turbidits oft Strukturen wie Rippelmarke, Tellerstrukturen, Fließmarken („flute cast“) oder Kolkmarken zu sehen, die durch das Fließen des Suspensionsstromes über den Ozean- oder Seeboden entstanden sind. Alle diese Merkmale können einen Anhaltspunkt für die Fließrichtung geben.
Durch das Lösen von bereits leicht verfestigten Schichten aus dem Untergrund im Fließweg des Suspensionsstromes und ihrer Aufwickelung während des Transports kann eine Wickelschichtung entstehen („convolute bedding“). Manchmal werden schon weitgehend verfestigte Schichten des Untergrunds vom Suspensionsstrom verschoben, gestaucht oder aufgenommen, so dass große, teilweise noch zusammenhängende oder zerbrochene Bruchstücke von Fremdgesteinen (Olistholith) in die Normalfolge eines Turbidits eingebettet sind.
Turbidite können aufgrund ihrer Entstehung sehr verschiedene Erscheinungsformen besitzen. Das Gestein spiegelt auf den ersten Blick vor allem die an seiner Entstehung beteiligten Ausgangssedimente wider, so etwa Tonschlamm, Kalkschlamm oder Sandablagerungen. Außerdem können die das Gestein aufbauenden Sedimentpartikel sich in der Korngröße stark unterscheiden. Zusätzlich transportieren die verursachenden Suspensionsströme in vielen Fällen neben Ton, Silt und Sand Bruchstücke von Fossilien wie Muschelschalen oder Pflanzenreste, welche durch ihre zum Teil deutlich hervorstechende Größe und Form das Aussehen des Gesteins bestimmen.
Bis auf diese Lagen von weit transportierten, meist dem Flachmeer entstammenden Schalen- oder Pflanzenresten sind Turbidite arm an Fossilien. Im Gestein lassen sich oft Mikrofossilien bestimmen, die der Tiefsee zuzuordnen sind.
Einzelne Turbidite lassen sich oft über weite Strecken verfolgen. Der Gesteinskörper ist als mehr oder weniger lang gestreckter, zungenförmiger Körper ausgebildet, der zusammen mit zahlreichen anderen, sich überlappenden Turbiditen einen großen Gesteinskörper ausbilden kann. Anhand der Position des Ablagerungsortes gegenüber dem Ursprungsort des Materials, die sich oft von der Ausbildung des Turbidits und der Schichtungsabfolge ableiten lässt, werden Turbidite in zwei Endglieder unterschieden:
- Proximaler Turbidit: Gestein eines Suspensionstromes am Ausgang eines Unterwassercanyons, noch nahe dem Beginn der Ablagerung. Aufgrund der hohen Fließgeschwindigkeit sind die Einzelkomponenten relativ groß, Einzelturbidite besitzen meist eine erosive Basis und sind nicht bis zum Vorkommen feinkörnigsten (pelagischen) Materials ausgebildet. Häufig tritt eine inverse Gradierung an der Basis auf.

- Distaler Turbidit: Gestein auslaufender Suspensionströme in größerer Entfernung zum Ursprungsort, ohne Gradierung, mit scharfen Basiskontakten und geschichteten Feinschutt- oder Feinsandlagen.

## Vorkommen
Gesteine, die aus Turbiditen bestehen, kommen in der ganzen Welt und in Gesteinen fast jeden Alters vor. Aufgrund ihrer Entstehung treten sie gehäuft in Regionen auf, die wie etwa Flussdeltas eine hohe Sedimentzufuhr aufweisen. Auch am Rand der Kontinentalschelfe oder an Tiefseerinnen, die einen großen Höhenunterschied zwischen der Lage des Ausgangssediments und dem Ozeanboden aufweisen, werden Turbidite in immer wiederkehrender Folge bevorzugt abgelagert. Die Turbiditfolgen werden vor allem mit Sedimentablagerungen bei Gebirgsbildungen in Verbindung gebracht. Für Gesteinsfolgen aus Turbiditen mit eingeschalteten Tiefseeablagerungen hat sich in der Geologie der Begriff Flysch eingebürgert.
Turbidite treten auch in nichtmarinen Gewässern auf. Man findet sie z. B an den Einmündungen von Fließgewässern in Teichen und Seen.